# София Хановерска
София Доротея фон дер Пфалц или София Хановерска (на немски: Sophie Dorothea von der Pfalz; Sophie von Hannover; * 13 октомври 1630, Хага; † 8 юни 1714, Херенхаузен) от династията Вителсбахи, е принцеса от Пфалц и чрез женитба херцогиня на Брауншвайг и Люнебург (1679 – 1698) и курфюрстиня на Брауншвайг-Люнебург (Хановер) (1692 – 1698). От 1701 г. тя е определена чрез „Act of Settlement“ за наследничка на трона в Британската монархия. Майка е на Джордж I, крал на Великобритания.

## Живот
Тя е дъщеря, дванадесето дете, на курфюрст Фридрих V, курфюрст на Пфалц, крал на Бохемия, и английската принцеса Елизабет Стюарт, дъщеря на краля на Шотландия и на Англия Джеймс I.
Проектът да се омъжи за нейния братовчед, по-късния Чарлз II, се проваля и през 1650 г. тя заминава да живее в Хайделберг при брат си курфюрст Карл I Лудвиг. Там тя се грижи за неговите деца Елизабет Шарлота и Карл II. Сгодена е за Георг Вилхелм, по-големият брат на бъдещия и ̀съпруг.
София Доротея се омъжва на 30 септември 1658 г. в Хайделберг за Ернст Август фон Хановер (1629 – 1698) от род Велфи, херцог на Брауншвайг и Люнебург, от 1679 г. княз на Каленберг, и се настанява в резиденцията в Хановер. Ернст Август става през 1662 г. княз-епископ на Оснабрюк и от 1692 г. е първият курфюрст на Брауншвайг-Люнебург („Курхановер“).
Тя умира на 8 юни 1714 г. на 83 години и е погребана в двореца Лайне в Хановер.
- София Хановерска (1706)
- Паметник на София Хановерска

## Деца
София Доротея и Ернст Август имат седем деца: 
- Георг Лудвиг (1660 – 1727), от 1714 като Джордж I крал на Великобритания и Ирландия
- Фридрих Август (* 3 октомври 1661, † 31 декември 1690), убит като генерал-майор в Голямата турска война в Св. Георги, Трансилвания
- Максимилиан Вилхелм (1666 – 1726), имперски фелдмаршал
- София Шарлота (1668 – 1705), 1684 омъжена за по-късния курфюрст Фридрих III фон Бранденбург, от 1701 кралица на Прусия
- Карл Филип (* 3 октомври 1669, † 31 декември 1690), оберст, убит в Голямата турска война в битката при Прищина
- Кристиан Хайнрих (* 19 септември 1671, † 31 юли 1703), генерал-вахмайстер удавен в Дунав при Улм в похода против французите във Войната за Испанското наследство
- Ернст Август (1674 – 1728), херцог на Йорк и Албани, епископ на Оснабрюк